# Arctostaphylos caucasica
Arctostaphylos caucasica là một loài thực vật có hoa trong họ Thạch nam. Loài này được Lipsch. mô tả khoa học đầu tiên năm 1961.